# Ilotepec
Ilotepec är en ort i Mexiko.   Den ligger i kommunen Aquixtla och delstaten Puebla, i den sydöstra delen av landet, 140 km öster om huvudstaden Mexico City. Ilotepec ligger 2 416 meter över havet och antalet invånare är 136.
Terrängen runt Ilotepec är huvudsakligen kuperad, men norrut är den bergig. Runt Ilotepec är det ganska tätbefolkat, med 60 invånare per kvadratkilometer. Närmaste större samhälle är Zacatlán, 19,5 km nordväst om Ilotepec. I omgivningarna runt Ilotepec växer i huvudsak blandskog.